# Варненский медицинский университет
Варненский медицинский университет «Параскев Стоянов» (болг. Медицинският университет "Проф. д-р Параскев Стоянов") — государственное высшее учебное заведение в городе Варна, Болгария.

## История

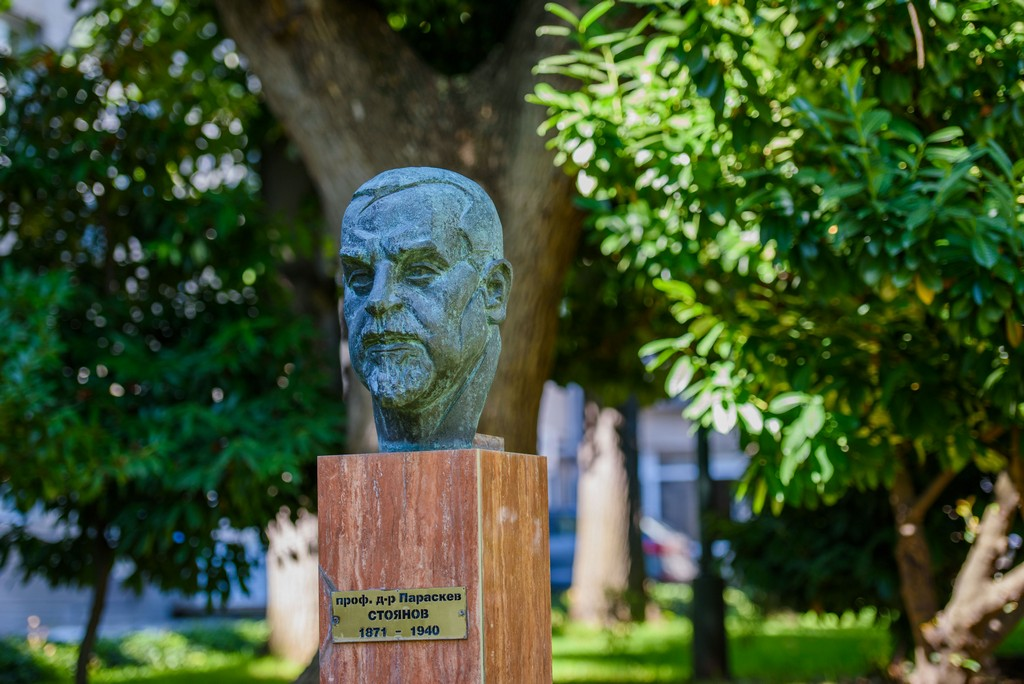
Памятник проф. П. Стоянову во дворе университета

Решение о создании учебного заведения было принято 12 ноября 1960 года Президиумом Народного собрания Народной Республики Болгарии, в 1961 году Варненский медицинский институт начал работу.
С 1962 году институт начал издание научного журнала «Scripta Scientifica Medica».
В 1995 году медицинский институт получил статус университета.
В 1997 году в состав университета было включено находившееся в Варне медицинское училище (основанное в 1942 году как школа сестёр милосердия).
В 2002 году университету было присвоено имя профессора Параскева Стоянова — медика и общественного деятеля, при содействии которого в Варне был открыт первый в Болгарии детский санаторий по лечению туберкулёза костей.
В 2004 году университет был принят в состав Ассоциации университетов Европы.

## Современное состояние
В состав университета входят четыре факультета, медицинский колледж, библиотека, музей, а также филиалы в городах Велико Тырново, Сливен и Шумен.